# António Silva
Pour les articles homonymes, voir Antonio Silva et Silva.
António João Pereira Albuquerque Tavares Silva, dit António Silva, né le 30 octobre 2003 à Viseu, est un footballeur international portugais qui évolue au poste de défenseur central au Benfica Lisbonne.

## Biographie

### En club
Né à Viseu, António Silva commence à jouer au football dans son district natal, notamment entre Penalva do Castelo et le chef-lieu, avant de rejoindre le centre de formation du Benfica, le club supporté par sa famille, malgré les sollicitations du FC Porto et du Sporting Portugal. 
Il a alors pour exemple le joueur du Benfica Luisão. 
Éloigné de sa famille, Silva ne s'adapte pas immédiatement à son nouvel environnement et la direction de Benfica décide de le laisser rentrer à Viseu où il reste en 2014-2015 dans le club local avant de revenir à Lisbonne.

#### SL Benfica (2021-)
Le 28 novembre 2021, António Silva signe son premier contrat professionnel avec le Benfica B,.
Avant de faire ses débuts avec l'équipe reserve, il s'illustre avec les moins de 19 ans du Benfica, jouant un rôle majeur en UEFA Youth League, où les Portugais dominent un groupe, comportant le Dynamo Kyiv, Barcelone et le Bayern Munich,. Dans les phases finales, il est notamment buteur décisif contre Midtjylland en huitième ; puis titulaire lors de la victoire 6-0 contre le Red Bull Salzburg en finale, qui permet au Benfica de remporter son premier titre en UEFA Youth League et son premier titre européen depuis la Coupe d'Europe 1961-1962.
Ayant fait ses débuts en deuxième division avec la réserve en fin de saison, Silva intègre l'équipe première dès l'été 2022, après avoir impressionné le nouvel entraîneur Roger Schmidt, lors de la pré-saison. Il monte ainsi dans la hiérarchie des défenseurs centraux devançant notamment Tomás Araujo (en) et Jan Vertonghen, ce dernier finissant même par partir à Anderlecht à la recherche de temps de jeu,.
À la suite de la suspension de Nicolás Otamendi, il est titularisé aux côtés de Morato pour ses débuts professionnels le 27 août, lors d'une victoire 3-0 à l'extérieur contre Boavista en Primeira Liga. Le 5 septembre suivant, il prolonge son contrat jusqu'en 2027,, portant alors sa clause libératoire à 100 millions d'euros.
Alors que la défense du Benfica doit faire face à la blessure de Morato, António Silva fait ses débuts en Ligue des champions le 6 septembre 2022, titulaire lors du match de poule contre le Maccabi Haïfa. Formant la charnière centrale avec Nicolás Otamendi, il garde sa cage inviolée, permettant à son équipe de s'imposer 2-0 pour cette entrée dans la compétition.

### Carrière en sélection
Silva est international portugais en équipe de jeunes dès moins de 16 ans, connaissant ensuite les moins de 17 et moins de 18 , avant de s'imposer avec les moins de 19 ans, dont il récupère le brassard de capitaine.
Le 10 novembre 2022, il est sélectionné par Fernando Santos pour participer à la Coupe du monde 2022. Une semaine plus tard, il dispute son premier match en sélection en amical face au Nigeria (4-0). Lors de la Coupe du monde, Silva est titulaire lors du troisième match de poule du Portugal face à la Corée du Sud (1-2), devenant à 19 ans et 33 jours, le plus jeune Portugais à disputer un match de Coupe du monde.
En mai 2024, il fait partie de la liste des 26 joueurs convoqués par Roberto Martinez pour disputer l'Euro 2024 .

## Statistiques
| Saison                | Club                  | Championnat           | Championnat | Championnat | Championnat | Coupe nationale | Coupe nationale | Coupe nationale | Coupe de la Ligue | Coupe de la Ligue | Coupe de la Ligue | Supercoupe | Supercoupe | Supercoupe | Compétition(s) continentale(s) | Compétition(s) continentale(s) | Compétition(s) continentale(s) | Compétition(s) continentale(s) | Coupe du monde des clubs | Coupe du monde des clubs | Coupe du monde des clubs | Portugal | Portugal | Portugal | Total | Total | Total |
| Saison                | Club                  | Division              | M.          | B.          | P.d.        | M.              | B.              | P.d.            | M.                | B.                | P.d.              | M.         | B.         | P.d.       | Comp.                          | M.                             | B.                             | P.d.                           | M.                       | B.                       | P.d.                     | M.       | B.       | P.d.     | M.    | B.    | P.d.  |
| 2022-2023             | SL Benfica            | Liga Portugal Bwin    | 30          | 3           | 0           | 3               | 0               | 0               | 1                 | 0                 | 0                 | -          | -          | -          | C1                             | 10                             | 2                              | 0                              | -                        | -                        | -                        | 4        | 0        | 0        | 48    | 5     | 0     |
| 2023-2024             | SL Benfica            | Liga Portugal Betclic | 30          | 2           | 0           | 6               | 0               | 0               | 3                 | 0                 | 0                 | 1          | 0          | 0          | C1+C3                          | 4+6                            | 0                              | 0                              | -                        | -                        | -                        | 9        | 1        | 0        | 59    | 3     | 0     |
| 2024-2025             | SL Benfica            | Liga Portugal Betclic | 23          | 1           | 3           | 7               | 1               | 0               | 3                 | 0                 | 0                 | -          | -          | -          | C1                             | 9                              | 0                              | 0                              | 4                        | 0                        | 0                        | 4        | 0        | 0        | 50    | 2     | 3     |
| 2025-2026             | SL Benfica            | Liga Portugal Betclic | 1           | 0           | 0           | 0               | 0               | 0               | 0                 | 0                 | 0                 | 1          | 0          | 0          | C1                             | 2                              | 0                              | 0                              | -                        | -                        | -                        | 0        | 0        | 0        | 4     | 0     | 0     |
| Total sur la carrière | Total sur la carrière | Total sur la carrière | 84          | 6           | 3           | 16              | 1               | 0               | 7                 | 0                 | 0                 | 2          | 0          | 0          | -                              | 31                             | 2                              | 0                              | 4                        | 0                        | 0                        | 17       | 1        | 0        | 161   | 10    | 3     |

## Palmarès

### En sélection
- Portugal

Vainqueur de la Ligue des nations 2025

### En club
| Benfica - Liga Sagres: - Vainqueur en 2023. - Taça da Liga - Vainqueur en 2025. - Supertaça do Portugal: Vainqueur en 2023 et en 2025 - UEFA Youth League : - Vainqueur en 2022 |